# Raúl González Gutiérrez
Raúl González Gutiérrez, španski rokometaš, * 8. januar 1970, Valladolid.
Leta 1996 je na poletnih olimpijskih igrah v Atlanti v sestavi španske reprezentance osvojil bronasto olimpijsko medaljo.